# آيت إيدير (ميكران)
آيت إيدير هو دُوَّار يقع بجماعة بونرار، إقليم تارودانت، جهة سوس ماسة في المملكة المغربية. ينتمي الدوّار لمشيخة ميكران التي تضم 46 دوار. يقدر عدد سكانه بـ 61 نسمة حسب الإحصاء الرسمي للسكان والسكنى لسنة 2004.

## وصلات خارجية
- البوابة الوطنية للجماعات الترابية
- المندوبية السامية للتخطيط